# Bezzia fuscifemoris
Bezzia fuscifemoris är en tvåvingeart som beskrevs av Remm 1971. Bezzia fuscifemoris ingår i släktet Bezzia och familjen svidknott. Inga underarter finns listade i Catalogue of Life.